# Festival di Berlino 1953

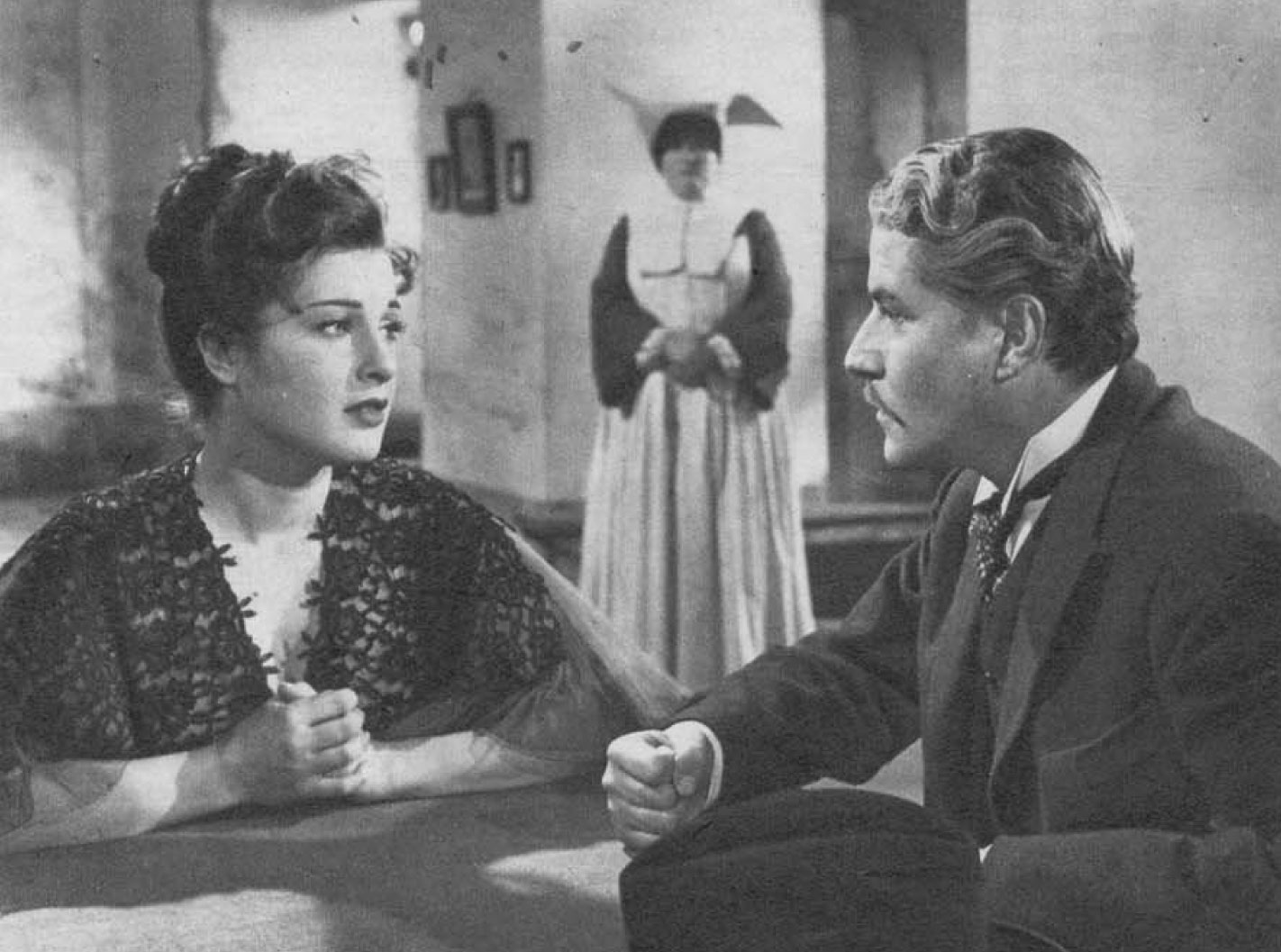
Una sequenza di Processo alla città di Luigi Zampa, vincitore del Premio Speciale del Senato di Berlino.

La 3ª edizione del Festival internazionale del cinema di Berlino si è svolta a Berlino dal 18 al 28 giugno 1953, con il Delphi Filmpalast e il cinema Capitol come sedi principali. Direttore del festival è stato per il terzo anno Alfred Bauer.
Dal momento che l'assegnazione di riconoscimenti da parte di una giuria di esperti era riservata ai cosiddetti "festival competitivi", titolo che la Berlinale non si era ancora guadagnata, anche in questa edizione come nella precedente i premi sono stati assegnati dal pubblico, che dopo ciascuna proiezione ha assegnato un voto ai film su una scala da 1 a 4.
L'Orso d'oro è stato assegnato al film franco-italiano Vite vendute di Henri-Georges Clouzot.
Per il terzo e ultimo anno è stata presentata una retrospettiva sul cinema muto.

## Storia
Poco prima dell'inizio della terza Berlinale venne presa una decisione molto importante da parte del Senato di Berlino: un decreto del 26 maggio 1953 stabilì infatti che la Berliner Festwochen e il Festival del cinema sarebbero stati riclassificati come istituzioni permanenti a partire dall'anno seguente. La più stretta connessione tra queste due istituzioni causò tuttavia attriti nella nomina del personale, che a sua volta gravò pesantemente sul budget già ridotto del festival. Gli effetti si sarebbero visti nella riunione dell'11 dicembre 1953, quando il Senato decise di ridurre drasticamente il bilancio della manifestazione. I tagli portarono ad una riduzione del personale e riguardarono anche il direttore Alfred Bauer, la cui gestione non sempre conforme ai regolamenti venne criticata dal Dipartimento delle Finanze. Il suo contratto fu rivisto e sottoposto a limitazioni temporali, il che lo spinse a rassegnare le dimissioni alla fine dell'anno. Solo dopo alcuni negoziati la sua azione, sostenuta dall'industria cinematografica, ebbe l'effetto desiderato: la maggior parte dei piani per i tagli furono eliminati, spingendo Bauer a ritirare le dimissioni il 4 gennaio 1954.
La cerimonia di apertura si svolse anche quest'anno nella Waldbühne, anfiteatro inaugurato in occasione delle Olimpiadi del 1936. Tra le star locali presenti ci furono le attrici Margot Hielscher, Johanna Matz e Barbara Rütting, ma le attenzioni del pubblico furono rivolte soprattutto a Gary Cooper, giunto a Berlino con la famiglia. Il divo di Hollywood incontrò anche i sindacati e durante un'intervista non esitò a condannare le politiche repressive degli Stati Uniti e la "caccia alle streghe" maccartista. L'atmosfera del festival fu però attenuata dai moti operai scoppiati a Berlino Est il giorno precedente l'inaugurazione, conclusi con una violenta repressione e con la chiusura temporanea di alcuni confini della città. La partecipazione del pubblico dei settori orientali, a cui era stato riservato il 20% dei posti, scese drasticamente causando gravi perdite. «Se alla popolazione orientale non fosse stato impedito di partecipare agli eventi con un divieto al traffico frontaliero», affermò Alfred Bauer nel suo rapporto finale, «il numero di visitatori originariamente stimato sarebbe stato sicuramente raggiunto... La scarsa affluenza al cinema BTL di Potsdamer Straße, affittato esclusivamente per ospitare i residenti dell'est, è da attribuire alla chiusura del confine».
L'Orso d'oro, assegnato per la seconda volta dal pubblico, andò a Vite vendute di Henri-Georges Clouzot ma uno dei film che ricevette più attenzioni fu Le vacanze del signor Hulot di Jacques Tati e grande curiosità destò il ritratto documentaristico della vita quotidiana ghanese di The Boy Kumasenu, diretto da Sean Graham. Venne assegnato anche il Premio speciale del Senato di Berlino, conferito da una giuria internazionale di delegati dei Paesi partecipanti a tre film che "esprimevano al meglio gli ideali di un mondo orientato alla libertà".
Per il terzo anno consecutivo fu espresso da pubblico e stampa un giudizio estremamente negativo sui contributi tedeschi, considerati troppo artigianali e intellettualmente molto al di sotto della concorrenza internazionale. Martin Schlappner scrisse sul quotidiano svizzero Neue Zürcher Zeitung: «Con Der Kampf der Tertia indulgono in una glorificazione piuttosto dubbia di un leader da parte di giovani studenti, con Ein Herz spielt falsch dimostrano ancora una volta che possono essere devianti su un altro verso: tutto viene lavato dalle lacrime, sprecando le buone prestazioni degli attori e dando a un regista di talento, Rudolf Jugert, l'opportunità di rovinare il suo gusto per l'arte».
Il cinema tedesco evidenziò ancora notevoli problemi strutturali rimasti dalla fine della guerra. Quasi tutti gli impianti di produzione erano stati distrutti e se la DEFA si stava rapidamente sviluppando nei settori orientali, l'industria cinematografica di Berlino Ovest era stata riunita sotto il tetto della UFA di proprietà delle forze occupanti. Le politiche di americani e inglesi erano concentrate sul decentramento dei diversi settori dell'industria, con la graduale vendita degli asset agli investitori tedeschi privati e la transizione verso un modello orientato al mercato, ma ciò avrebbe richiesto ancora molto tempo.

## Selezione ufficiale (parziale)
- Altri tempi - Zibaldone n. 1, regia di Alessandro Blasetti (Italia)[7]
- The Boy Kumasenu, regia di Sean Graham (Ghana)
- Il brigante (O Cangaceiro), regia di Lima Barreto (Brasile)
- Ein Herz spielt falsch, regia di Rudolf Jugert (Germania Ovest)
- Entotsu no mieru basho, regia di Heinosuke Gosho (Giappone)
- I figli della tempesta (Sie fanden eine Heimat), regia di Leopold Lindtberg (Svizzera, Regno Unito)
- Der Kampf der Tertia, regia di Erik Ode (Germania Ovest)
- Magia verde, regia di Gian Gaspare Napolitano (Italia, Brasile)
- Processo alla città, regia di Luigi Zampa (Italia)
- Salto mortale (Man on a Tightrope), regia di Elia Kazan (Stati Uniti)
- Sengoku burai, regia di Hiroshi Inagaki (Giappone)
- I sette dell'Orsa maggiore, regia di Duilio Coletti (Italia, Francia)[7]
- Le vacanze del signor Hulot (Les Vacances de M. Hulot), regia di Jacques Tati (Francia)
- Vite vendute (Le salaire de la peur), regia di Henri-Georges Clouzot (Francia, Italia)

## Premi
- Orso d'oro: Vite vendute di Henri-Georges Clouzot
- Orso d'argento: Magia verde di Gian Gaspare Napolitano
- Orso di bronzo: I figli della tempesta di Leopold Lindtberg
- Premio Speciale del Senato di Berlino:[8] Salto mortale di Elia Kazan, Processo alla città di Luigi Zampa e Entotsu no mieru basho di Heinosuke Gosho